# どっとjpジャパーン!
「どっとjpジャパーン！」（どっとジェーピージャパーン）は、日本の女性アイドルグループたこやきレインボーのメジャー2枚目のシングル。2016年8月24日にavex traxから発売された。

## 概要
メジャー・セカンド・シングルとなる「どっとjpジャパーン！」は、ビヨンセ的お経歌謡から、キラキラEDMなサビになだれこむ、ハイブリッドJ-POPという言葉だけでは足りない作品となっている。また、カップリング「MBS～家族の歌～」もナレーションあり、ラップあり、美メロありのめちゃくちゃな曲である。ともに、作詞作曲は、マエストロ・前山田健一が手掛けている。
DVD付き盤2形態、そしてCDのみ盤2形態の、4形態で発売された。

## 収録内容

### どっとjpジャパーン！まいど！盤(CD+DVD)
CD
1. どっとjpジャパーン！
作詞・作曲：前山田健一
2. MBS～家族の歌～
作詞・作曲：前山田健一

DVD
1. どっとjpジャパーン！Music Video
2. どっとjpジャパーン！Making Video
3. たこやきレインボーZeppTour〜ナナイロダンスパーティー〜＠Zepp DiverCity(Tokyo)＜2016.5.1＞party1
ナナイロダンス
One Two Three Four Five!!
オーバー・ザ・たこやきレインボー

### どっとjpジャパーン！おおきに！盤(CD)
CD
1. どっとjpジャパーン！
2. MBS～家族の歌～
3. サマーゴーランド
作詞：岡田マリア(RzC)/ 山森大輔(RzC)・作曲：山森大輔(RzC)

### どっとjpジャパーン！関西限定盤(CD)
CD
1. どっとjpジャパーン！
2. MBS～家族の歌～
3. カラフルフェスティバル
作詞・作曲： Shinnosuke(RzC)

### どっとjpジャパーン！イベント会場／mu-moショップ限定盤(CD＋DVD)
CD
1. どっとjpジャパーン！
2. MBS～家族の歌～

DVD
1. どっとjpジャパーン！Music Video
2. どっとjpジャパーン！Making Video
3. たこやきレインボーZeppTour〜ナナイロダンスパーティー〜＠Zepp DiverCity(Tokyo)＜2016.5.1＞party2
桜色ストライプ
にじースターダスト
ナナイロダンス(アンコールVer.)

## リリース日一覧
| 地域 | リリース日     | レーベル  | 規格                 | カタログ番号                                               |
| ---- | -------------- | --------- | -------------------- | ---------------------------------------------------------- |
| 日本 | 2016年08月24日 | avex trax | CD＋DVD              | AVCD-83576/B（まいど！盤(CD+DVD)）                         |
| 日本 | 2016年08月24日 | avex trax | マキシシングル（CD） | AVCD-83577（おおきに！盤(CD)）                             |
| 日本 | 2016年08月24日 | avex trax | マキシシングル（CD） | AVCD-83578（関西限定盤(CD)）                               |
| 日本 | 2016年08月24日 | avex trax | CD＋DVD              | AVC1-83579/B（イベント会場／mu-moショップ限定盤(CD＋DVD)） |